# ابل کیویات
ابل کیویات (انگلیسی: Abel Kiviat؛ ۲۳ ژوئن ۱۸۹۲ – ۴ آگوست ۱۹۹۱) دونده اهل ایالات متحده آمریکا بود.
وی در مسابقات کشوری و بین‌المللی در مجموع برندهٔ ۱ مدال طلا، ۱ مدال نقره شده‌است.